# Autignac
Autignac es una localidad y comuna francesa, situada en el departamento francés de Hérault y la región de Occitania.
Sus habitantes reciben el gentilicio de Autignacois.

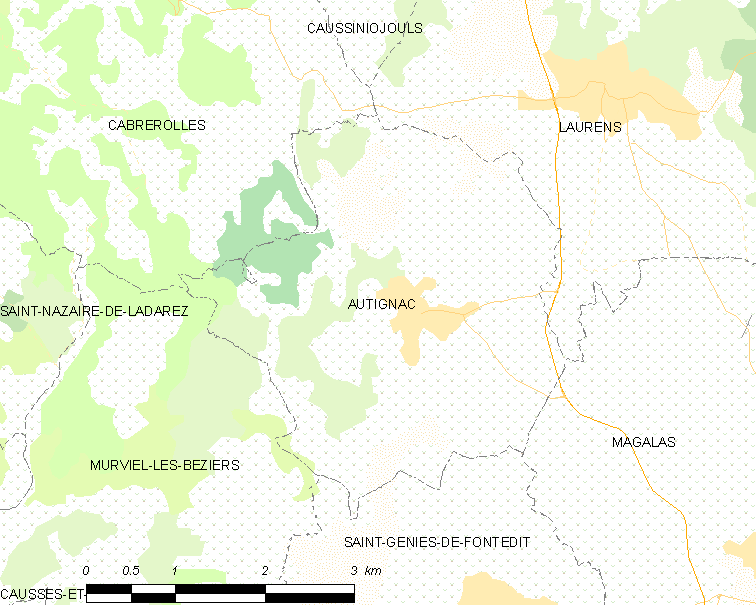
Mapa

## Administración

### Alcaldes anteriores
- De 1959 a 1983: Fernand Pujol
- De 1983 a 2008: Emile Foulquier
- De 2008 a 2014: Jeanine Pons
- De 2014 a 2020: Jean-Claude Marchi

## Demografía
| 1016 | 1005 | 910 | 948 | 698 | 729 | 893 |
| Para los censos de 1962 a 1999 la población legal corresponde a la población sin duplicidades (Fuente: INSEE [Consultar]) |      |     |     |     |     |     |